# Турмодиги
Турмодиги — небольшое племя неясного происхождения, обитавшее в доримский период на территории между долинами рек Арлансон и Арланса.

## Происхождение
Известные под названием 'Tormogus' в некоторых местных эпиграфических источниках, они также упоминаются в древнеримских текстах под названием 'Turmogi' или 'Curgoni', а в греческих — как 'Murbogoioi'.
Их племенное название, как предполагается, имеет неиндоевропейское происхождение, однако по крайней мере правящая элита племени происходила из белгов, прибывших в Испанию в IV в. до н. э. .

## Культура
Археологически турмодиги отождествляются с культурной группой Бернорио-Миравече раннего железного века, памятники которой обнаружены на севере провинций Паленсия и Бургос. Более того, недавние исследования некрополя в Миравече и ещё одного памятника 2 в. до н. э. в том же регионе показывают, что культура турмодигов подверглась сильному влиянию кельтиберов; в особенности сильно сходство с культурой Дуэро ваккеев.
Во 2 в. до н. э. турмодиги основали своё государство со столицей в г. Сегисама (также известен как Segisamone или Segisamum, в надписи на кельтиберской монете — Sekisamos, ныне Сасамон в провинции Бургос). Также турмодиги основали города Sisaraca/Pisoraca (ныне Эррера-де-Писуэрга — Паленсия), Deobrigula/Teobrigula (ныне Тардахос — Бургос), Ambisna (возможно, современная Пампльега в провинции Бургос), Bravum/Bravon (ныне Уэрмесес или Убьерна, в долине Сантибаньес, провинция Бургос) и Mancellus (близ Лермы, в долине реки Арланса).

## История
Первоначально — клиентское племя аутригонов, турмодиги освободились от их ига при содействии ваккеев примерно в начале 3 в. до н. э., захватив большую часть аутригонских земель на территории современных провинций Бургос (центр и западная часть) и Паленсия (восток).
Турмодиги, как и соседние племена — аутригоны и ваккеи — сохраняли племенную идентичность до I в. до н. э., когда они были завоёваны и включены в состав провинции Ближняя Испания Помпеем и Метеллом Пием в 73 г. до н. э. Тем не менее, окончательно покорить турмодигов удалось лишь к 56 г. до н. э., после того, как их совместное восстание с ваккеями и рядом других племён подавил претор Метелл Непот. Поскольку римляне подвергались частым набегам кантабров и астуров незадолго до начала 1-й Кантабрийской войны, римляне сочли турмодигов подходящими союзниками — император Октавиан Август основал свою ставку на месте их столицы г. Сегисама, и затем использовал турмодигов при завоевании Кантабрии.